# Juan Bustillo Oro
Juan Bustillo Oro (Ciudad de México, 2 de agosto de 1902-10 de abril de 1988) fue un director de cine mexicano, prolífico durante la Edad de Oro del Cine Mexicano. Se distinguió por hacer películas de corte melodramático y nostálgico de la época revolucionaria y porfirista como En tiempos de don Porfirio, México de mis recuerdos, Cuando los hijos se van y Ahí está el detalle.

## Trayectoria
Fue organizador de un evento fundacional del Teatro mexicano llamado Teatro de Ahora, con la colaboración de Mauricio Magdaleno, evento que probó la alta calidad dramatúrgica de ambos autores. La única temporada del Teatro de Ahora comenzó el 12 de febrero de 1932. Se presentaron cuatro obras: Emiliano Zapata y Pánuco 137 de Magdaleno; Tiburón, una transposición de Volpone (Ben Jonson), elaborada por Bustillo Oro siguiendo la escenificada en el Théâtre de l’Atelier de París, en 1928 y Los que vuelven de Bustillo Oro que se estrenó el último día de la temporada (12 de marzo). Los organizadores del Teatro de Ahora tenían en mente organizar una segunda temporada, según lo informa un artículo del 10 de abril de 1932, en el que se incluye la definición del nuevo teatro propuesto: “Un teatro sustancialmente nuestro.” Se anunciaban Éxito y Vivir, sin diferenciar quien de los dos era el autor, así como Justicia, S.A. y Masas, ambas de Bustillo Oro; por desgracia de las dos primeras obras no existe referencia posterior. Además se incluían dos obras de otros autores: Cuentas viejas del pueblo de Dios del mexicano Jorge Ferretis (1905-1962), y Barro nativo, del nicaragüense Hernán Robleto (1892-1969). A pesar de que este artículo periodístico prometía una segunda temporada del Teatro de Ahora, sus organizadores no lograron llevarla a cabo. Si analizamos temáticamente las piezas del Teatro de Ahora encontraremos que este grupo lleva a la escena los problemas centrales de México. Primero mencionaré tres piezas de Magdaleno:  el petróleo mexicano y el interés norteamericano en la riqueza petrolera de México, con Pánuco 137, pieza que fue montada en Buenos Aires en 1937, con la dirección de Edmundo Barthelem; los abusos de una compañía chiclera norteamericana en territorio chiapaneco son presentados en Trópico, subiendo a la escena teatral un territorio mexicano que hoy es un afamado escenario de un conflicto aún sin solución; además, la necesidad de descubrir la verdadera interpretación de la historia oficial, con Emiliano Zapata. Por su parte Bustillo Oro nos presenta Justicia, S. A. sobre la corrupción en el sistema judicial mexicano, problema que aún no tiene solución y espero que no tengamos que entender esta obra como teatro de ficción futura. La emigración mexicana a los Estados Unidos tiene su primera obra escrita sobre el tema chicano en Los que vuelven. Estas piezas son visionarias en cuanto al tema, pero no en cuanto a los sucesos que se dieron más tarde en la Historia. La pieza visionaria del futuro es Masas, de Bustillo Oro, pieza que proponemos como teatro profético. Podríamos preguntarnos ¿cómo lograron estos jóvenes dramaturgos tener una visión tan completa de los problemas que México iba a tener en el futuro? Hay que recordar que Bustillo Oro y Magdaleno participaron en el Vasconcelismo, el fracasado movimiento político que intentó cambiar los destinos históricos de México con la candidatura de José Vasconcelos a la presidencia de este país en 1928. Hay que citar que Rodolfo Usigli también militó en el Vasconcelismo. Los temas de estas obras teatrales apuntan a los problemas más importantes que setenta años después seguimos en mi país sin solución: el petróleo, la emigración, la corrupción, Chiapas, y la relación de México con los Estados Unidos, etc.
Masas hace derroche de nuevas técnicas teatrales: utilización de la radio y el cinematógrafo, de altoparlantes y grabaciones, con entradas de actores por el foro, y muchas aplicaciones más del teatro de Erwin Piscator, cuyas ideas eran aún mundialmente consideradas vanguardia. Coincidentemente, la misma editorial Cenit de Madrid había publicado en 1930 el Teatro político de este director alemán. En una nota adjunta a la obra dramática el autor punta: “Masas glosa uno de tantos movimientos sociales de la América Hispánica, en ambiente imaginario, para extender el alcance internacional del comentarios; y a través de sucesos y frases registrados aun en países europeos, para colocar mejor destino de la situación mundial presente, de agudización de la lucha, acontecimientos que el autor no ha querido enmarcar en los límites de una nacionalidad. Se advertirá por ello, en el diálogo o en las noticias del radios, que proceden a cada tiempo, por ejemplo, alguna frase de Mac Donald o de algún editorial de una gran diarios europeo o americano”. Lo profético de este drama está en dos de los personajes, el revolucionario y su colaborador y amigo intelectual. La revolución socialista triunfa y Máximo Forcada se va transformando en un nuevo dictador. Su alter ego político, Porfirio Neri, es asesinado y la revolución pierde su objetivo ante un nuevo dictador y, acaso, ante la necesidad de una revolución. La trama de esta obra alcanza el nivel de una parábola, repetida varias veces en la historia latinoamericana, sobre todo en el caso de Cuba. Leer la pieza es hoy una sorpresa. Porfirio tiene matices del Che Guevara y Máximo Forcada de Castro Ruz. Es triste que esta pieza perfile paradigmáticamente el futuro de toda revolución que no es congruente con sus principios, sea de izquierda o derecha. Esta magnífica obra no ha sido estrenada ni nuevamente publicada. Acaso por eso no hemos aprendido cuando los procesos de cambio y las ventanas hacia la libertad se convierten de nuevo en estancamientos y en claustros.

## Filmografía
- Los valses venían de Viena y los niños de París (1965), director y guionista
- Así amaron nuestros padres (1964), director y guionista (adaptación)
- Los amores de Marieta (1963), guionista (argumento)
- México de mis recuerdos (1963), director y guionista
- El último mexicano (1959), director y guionista (adaptación)
- Donde las dan las toman (1957), director y guionista
- Cada hijo una cruz (1957), director y guionista
- Los hijos de Rancho Grande (1956), director y guionista
- Las aventuras de Pito Pérez (1956), director y guionista (diálogos adicionales)
- Del brazo y por la calle (1955), director y guionista (adaptación)
- El medallón del crimen (El 13 de oro) (1955), director y guionista
- El asesino X (1954), director y guionista (adaptación)
- Padre contra hijo (1954), director y guionista (adaptación)
- Las engañadas (1954), director y guionista (adaptación)
- La mujer ajena (1954), director y guionista (adaptación)
- La sobrina del señor cura (1954), director y guionista (adaptación)
- Siete mujeres (1953), director y guionista (adaptación)
- Retorno a la juventud (1953), director y guionista
- Ésos de Pénjamo (1952), director y guionista (adaptación)
- Por ellas aunque mal paguen (1952), director y guionista (adaptación)
- La huella de unos labios (1951), director y guionista (adaptación)
- Acá las tortas (Los hijos de los ricos) (1951), director y guionista
- Vivillo desde chiquillo (1950), productor y guionista
- Casa de vecindad (1950), director, productor y guionista
- Entre abogados te veas (1950), productor
- La loca de la casa (1950), director, productor y guionista (adaptación)
- Médico de guardia (1950), productor
- El hombre sin rostro (1950), director, productor y guionista
- Vino el remolino y nos alevantó (1949), director, productor y guionista
- Las tandas del Principal (1949), director, productor y guionista
- El colmillo de Buda (1949), director, productor y guionista (adaptación)
- Cuando los padres se quedan solos (1948), director
- Sólo Veracruz es bello (1948), director, productor y guionista
- Las mañanitas (1948), director y guionista
- Fíjate qué suave (1947), director y guionista
- Dos de la vida airada (1947), director, productor asociado y guionista
- Los maderos de San Juan (1946), director
- En tiempos de la Inquisición (1946), director y guionista (adaptación)
- No basta ser charro (1945), director y guionista (adaptación)
- Lo que va de ayer a hoy (1945), director y guionista (adaptación)
- Canaima (El dios del mal) (1945), director y guionista (adaptación)
- Cuando quiere un mexicano (La gauchita y el charro) (1944), director y guionista
- México de mis recuerdos (1943), director y guionista
- El sombrero de tres picos (El amor de las casadas) (1943), director y guionista (adaptación)
- El ángel negro (1942), director, productor y guionista
- El que tenga un amor (1942), guionista (adaptación) y supervisor de la producción
- Mil estudiantes y una muchacha (1941), director y guionista
- Cuando los hijos se van (1941), director y guionista
- Al son de la marimba (1940), director y guionista (adaptación)
- Ahí está el detalle (1940), director, guionista y editor
- En tiempos de don Porfirio (Melodías de antaño) (1939), director y guionista
- Caballo a caballo (1939), director y guionista (adaptación)
- Cada loco con su tema (1938), director, productor, guionista y editor
- La tía de las muchachas (1938), director, guionista y editor
- Huapango (1937), director, productor, guionista (adaptación) y editor
- Amapola del camino (1937), director, guionista (adaptación) y editor
- La obligación de asesinar (1937), guionista (adaptación)
- La honradez es un estorbo (1937), director, guionista y editor
- Nostradamus (1936), director, guionista (adaptación) y editor
- El rosal bendito (1936), director, guionista y editor
- Malditas sean las mujeres (1936), director, guionista (adaptación) y editor
- Las mujeres mandan (1936), guionista (argumento)
- Los desheredados (1935), editor
- El misterio del rostro pálido (1935), director, guionista y editor
- Monja, casada, virgen y mártir (1935), director, guionista (adaptación) y editor
- Dos monjes (1934), director, guionista (adaptación) y editor
- El fantasma del convento (1934), guionista (argumento)
- El compadre Mendoza (1933), guionista (diálogos)
- Tiburón (1933), guionista (adaptación)
- Yo soy tu padre (1927), director y guionista (adaptación)

## Premios
- Medalla Salvador Toscano al Mérito Cinematográfico, 1985.